# Kościół św. Marii Magdaleny i św. Mikołaja w Chełmcach

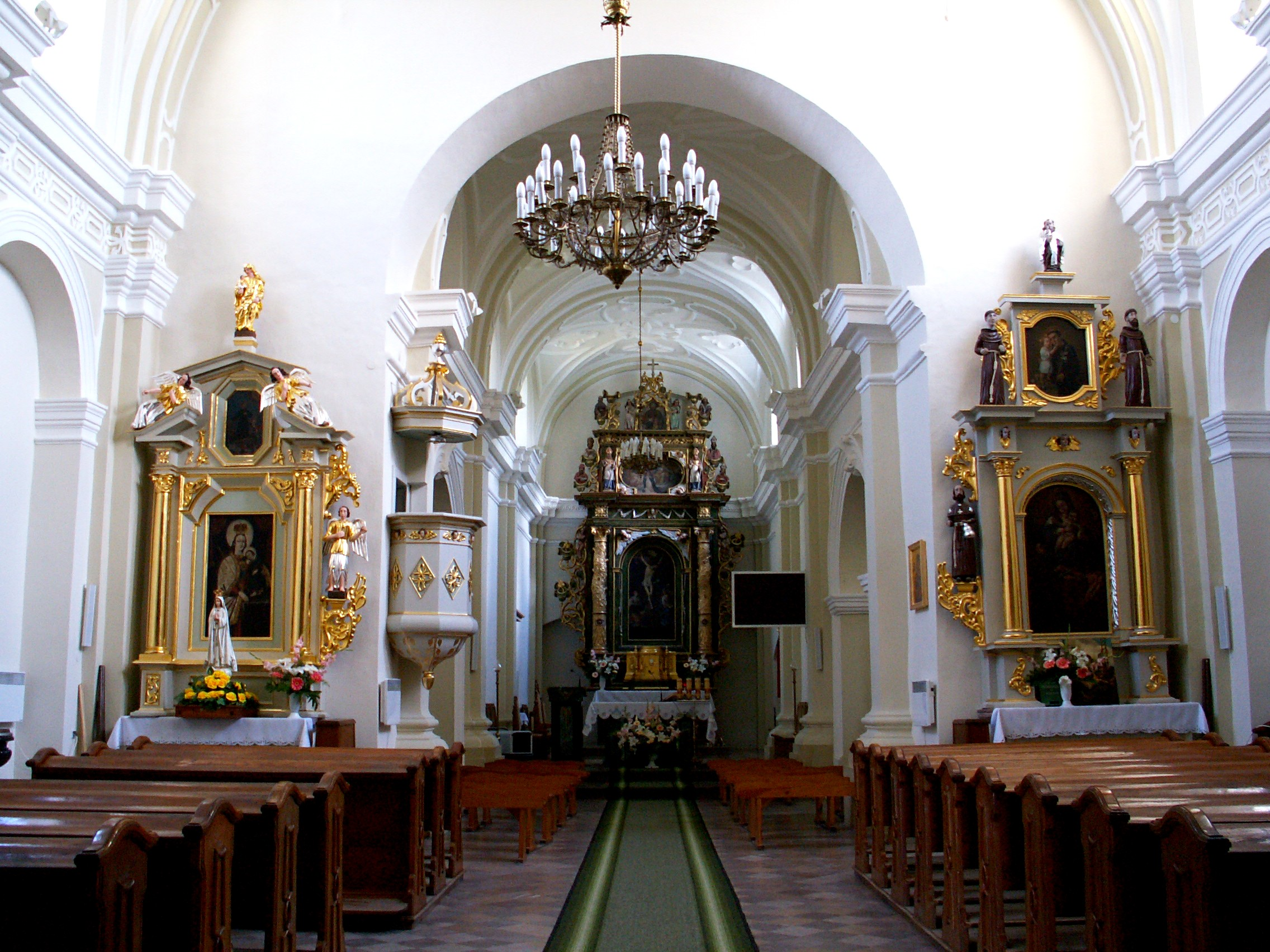
Wnętrze kościoła

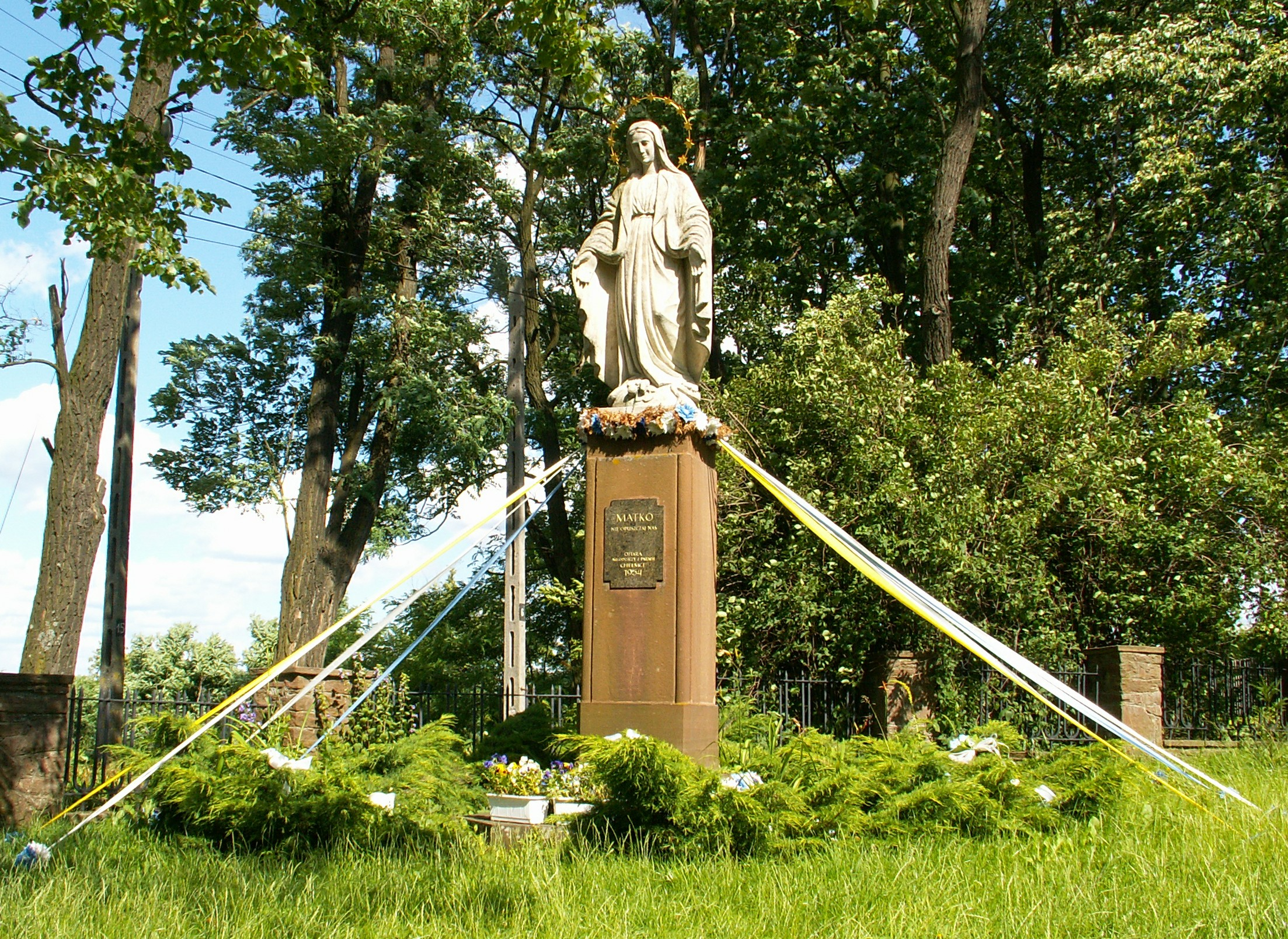
Figura stojąca przed kościołem

Kościół pw. św. Marii Magdaleny i św. Mikołaja – zabytkowy kościół rzymskokatolicki znajdujący się w Chełmcach.

## Historia
Pierwszy kościół w Chełmcach został wybudowany w roku 1440 przez Piotra Dunina herbu Łabędź. Budowla została wzniesiona w stylu gotyckim z ciosu kamiennego w kształcie krzyża. W 1620 r. uległ zniszczeniu na skutek pożaru. Obecny kościół został ufundowany przez Jana Tarłę – wojewodę lubelskiego pełniącego tę funkcję w latach 1650–1665. Budowa kościoła została ukończona w 1665 roku. 15 sierpnia 1685 roku biskup tarnopolski Władysław Silnicki dokonał konsekracji świątyni na mocy upoważnienia udzielonego przez gnieźnieńskiego arcybiskupa Jana Stefana Wydżgi, do którego archidiecezji wówczas należały Chełmce. Podczas konsekracji świątynia uzyskała dodatkowych dwóch patronów: świętego Jana Chrzciciela i świętego Kazimierza królewicza.

## Budowla
Kościół posiada jedną nawę o trzech krótkich przęsłach, zorientowaną w osi wschód-zachód. Od zachodnim końcu nawy znajduje się mająca trzy kondygnacje wieża. Najniższy poziom w kształcie kwadratu mieści kruchtę. Środkowy poziom także jest kwadratowy, zaś najwyższy jest ośmioboczny. Wieża przykryta jest strzelistym, blaszanym hełmem. Prezbiterium jest zbudowane na planie wydłużonego prostokąta i jest węższe i niższe od nawy. W miejscu połączenia z nawą, do prezbiterium przylegają symetrycznie umieszczone dwie kaplice o podstawie kwadratu. Pod położonymi wyżej niż w prezbiterium posadzkami znajdują się krypty. Od północnej strony do nawy przylega kruchta pochodząca z XVIII wieku, a od południowej do prezbiterium przylega wybudowana w 2002 roku zakrystia. Ściany nawy podtrzymywane są przez skarpy. Zarówno nawa jak i prezbiterium oraz kaplice przykryte są dwuspadowym dachem.

## Wnętrze
Sklepienie prezbiterium jest kolebkowo-krzyżowe, a w nawie kolebkowe z lunetami i gurtami. Na sklepieniach całego kościoła znajdują się pochodzące z XVII wieku późnorenesansowe stiuki. W północnej kaplicy sklepienie posiada zwornik w kształcie kartusza, na którym umieszczony jest herb Topór wraz z odwróconymi inicjałami fundatora Jana Tarły. Kaplice z prezbiterium połączone są arkadami.
Wnętrze świątyni urządzone jest w stylu barokowym. Ołtarz główny pochodzi z końca XVII wieku i zawiera przedstawiający Ukrzyżowanego Chrystusa i znajdującą się pod krzyżem patronkę kościoła świętą Marię Magdalenę obraz, którego twórca zainspirowany był twórczością El Greco. Ołtarze boczne znajdujące się w nawie pochodzą z przełomu XVII i XVIII wieku. W północnej kaplicy znajduje się ołtarz z obrazem świętego Józefa pochodzący z końca XVII wieku, zaś w południowej XVIII-wieczny ołtarz w stylu rokoko z wizerunkiem świętego Mikołaja. Chór muzyczny oraz barokowe organy wykonane są z drewna i pochodzą z drugiej połowy XVII wieku. Parapet chóru ozdobiony jest wizerunkami Chrystusa i dwunastu Apostołów. Drzwi do dawnej zakrystii są wykute z żelaza w stylu barokowym. Na prawej ścianie prezbiterium umieszczone zostało epitafium Stanisława i Zbigniewa Duninów Gawrońskich zmarłych w 1582 i 1589, na którym znajdują się herby Rawicz i Łabędź oraz napis: Postanowione wszystkim umrzeć. Śmierć nie oszczędzi żadnej godności. Trzeba się troszczyć, abyśmy święte prowadząc życie, szczęśliwą mieli śmierć.
W 1925 roku, dzięki staraniom miejscowego proboszcza ks. Tadeusza Szubstarskiego, kościół został gruntownie odnowiony.

## Parafia
Parafia liczy 4282 parafian i należy do dekanatu piekoszowskiego.
Przez kilka lat była to parafia Henryka Sienkiewicza, mieszkającego w pobliskim Oblęgorku. Na cmentarzu parafialnym znajduje się rodzinny grobowiec Sienkiewiczów. Spoczywa tam m.in. wnuczka pisarza, Jadwiga Sienkiewicz, zmarła w 2020 roku.